# エゼルレッド2世 (イングランド王)
エゼルレッド2世（古英語：Æþelræd、古ノルド語：Aðalráðr、およそ966年 - 1016年4月23日）とは、11世紀のアングロサクソン人イングランド王（在位：978年 - 1013年、1014年 - 1016年）である。
彼の異名「無策王（the Unready）」は、古英語のunrædに由来し、「悪しき助言」「愚策」を意味する。本来の名前Æþelrædは「高貴なる助言」を意味し、その意味との対比から、Æþelræd Unrædは「賢明なる者、無策な者」という語義矛盾（オクシモロン）となっている。この異名は現代英語で「The Unready」と訳されるが、「無準備な王」ではなく「助言に乏しい」「愚かに助言された王」といった訳が本義に近い。
エドガー王とエルフスリス王妃の子として生まれた。978年、異母兄であるエドワード王が暗殺されたのち、エゼルレッドはおよそ12歳で王位に即位した。
彼の治世は、デーン人との抗争によって特徴づけられる。10世紀末の数十年間の平穏の後、980年代に入りデーン人の襲撃が再燃し、990年代初頭にはさらに激しさを増した。991年のモルドンの戦いののち、エゼルレッドはデーンゲルド（貢納金）をデンマーク王へ支払い始めた。1002年には、デーン人入植者に対する大量虐殺を命じている。1013年、スヴェン双叉髭王がデンマークから侵攻し、これによりエゼルレッドはノルマンディーへと逃亡した。だがスヴェンが1014年に死去したことで、エゼルレッドは王位へ復帰する。しかしその2年後に死去した。37年におよぶ彼の治世は、アングロ・サクソン時代のイングランド王の中で最長であり、この記録が破られるのは13世紀のヘンリー3世の時代である。エゼルレッドの死後は息子のエドマンド剛勇王が継いだが、間もなく死去し、スヴェンの子クヌート大王に取って代わられた。なお、別の息子であるエドワード懺悔王は、1042年にイングランド王に即位している。

## 名前
「エゼルレッド（Æthelred）」という名は、《古英語：æðele》（「高貴な」）と《古英語：ræd》（「助言」）という2つの要素から成る。これはウェセックス家の王族に典型的な複合名であり、祖先たちの名と頭韻を揃えている点が特徴である。たとえば、《古英語：Æthelwulf》（「高貴な狼」）、《古英語：Ælfred》（「妖精の助言」）、《古英語：Eadweard》（「富ある守り」）、《古英語：Eadgar》（「富ある槍」）などが挙げられる。
「無策王（the Unready）」という異名は、《古英語：Unræd》に由来し、現代英語では「無準備な」と訳されがちであるが、より正確には「悪しき助言」「愚策」の意味である。この語には「悪しき判断」や「誤った計画」といった意味合いも含まれる。この語は当時、特に悪い判断や行動に対して用いられており、『アダムとイヴの堕罪』に関しても用例が見られる。《古英語：ræd》は彼の本名《Æþelræd（エゼルレッド）》に含まれる語でもあり、これが「助言」を意味するのに対して《Unræd》は「助言の欠如、愚策」を意味する。したがって《Æþelræd Unræd》は「賢き助言」対「悪しき助言」というオクシモロン（撞着語法）を形成している。
この異名が文献に最初に現れるのは1180年代であり、エゼルレッドの死後150年以上を経た時代であるため、当時の人々が実際にそのように呼んでいた可能性は低いと考えられる。

## 幼少期
フランク・ステントン卿は、「歴史家たちがエゼルレッド王を非難する多くの点は、実のところ彼が王位に就いた事情に起因しているのかもしれない」と述べている。父であるエドガー王は975年7月に急死し、若年の2人の息子を遺した。長男のエドワードはおそらく非嫡出子で、「成人目前の若者」であった。弟のエゼルレッドは、エドガーが964年に正式に王妃として迎えたエルフスリス王妃の子であった。エルフスリスはデヴォン太守オールドガーの娘であり、かつてイーストアングリア太守エゼルウォルドの未亡人であった。父エドガーが没した当時、エゼルレッドは10歳にも満たなかったと考えられる。当時の慣例であれば、年長であるエドワードが王位を継ぐのが自然であったが、彼は「乱暴な言葉遣いと粗暴な振る舞いにより、多くの有力者を怒らせた」と伝えられている。

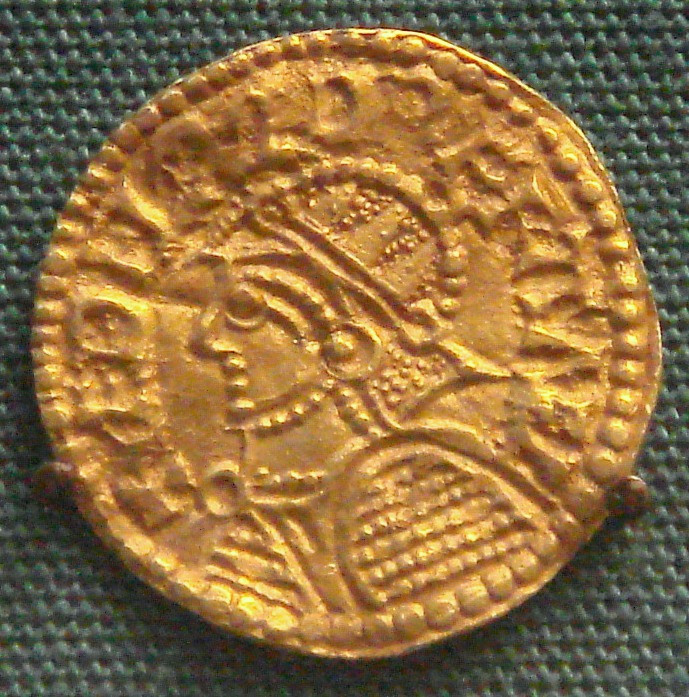
金貨マンカスを手にする鎧姿のエゼルレッド、1003年–1006年

実際、多くの貴族がエドワードの王位継承に反対し、エゼルレッドの正当性を擁護した。エゼルレッドは王の正妻の子であり、出生に関して非嫡出の噂もなかったためである。
兄弟ともに若年であったため、王位継承を巡る政治的駆け引きに本人たちが深く関わったとは考えにくい。実際に行動したのは、それぞれの派閥の支持者であった。エゼルレッド側には母エルフスリスのほか、マーシア太守エルフヘレ、ウィンチェスター司教エセルウォルドらがつき、エドワード側にはカンタベリー大司教ダンスタン、ヨーク大司教オズワルド、さらにイーストアングリア太守エゼルウィンやエセックス太守ビィルトノスらが加わった。最終的にエドワード側が優勢となり、975年末までにキングストン・アポン・テムズでエドワードは戴冠した。
エドワードはわずか3年の治世ののち、異母弟エゼルレッドの家臣たちによって殺害された。エドワードの短い治世について知られていることは少ないが、政治的混乱に満ちていたことは確かである。エドワード王は修道院改革の理想を掲げる新しい修道院群に広大な土地を寄進していたが、これは従来の貴族たちの保護関係（パトロネージ）を損なうものであった。彼の強固な統治が終わると、この政策は反転し、貴族たちは失った土地を回復したり、新たに占有するようになった。こうした動きに対し、ダンスタン大司教は反対したが、シリル・ハートによれば、「両陣営に教会改革支持者が存在したという事実は、この対立が単に教会の正統性ではなく、土地所有や地域支配権をめぐる争いでもあったことを示している。エドワード支持者とエゼルレッド支持者の双方に、修道院の土地を奪取、あるいは回復していた者たちが見られる」。それでも、修道院社会におけるエドワードの支持は根強かったと思われる。978年3月、ドーセット州のコーフ城にあるエゼルレッドの私領にてエドワードが殺害された際、その出来事と反応の記録は修道士たちによって行われた。フランク・ステントンは、オズワルド司教の生涯を称える伝記に基づき、エドワード暗殺の最初期の記録について次のように要約している：

表面上は、エドワードと異母弟エゼルレッド、そして継母エルフスリスの関係は友好的であり、非公式な訪問中にエドワードは殺害された。エゼルレッドの家臣たちは彼を敬意をもって出迎えたが、馬から降りる間もなくその手を取り囲み、刺殺した。表面上、この殺害は、若き主人エゼルレッドを王位につけるために、家臣たちが計画・実行したものであると見られる。この事件に関して処罰された者は誰一人としておらず、エドワードが殺害されたわずか1か月後にエゼルレッドが戴冠したことで、王権には疑念の影が落ちた。この時に失われた王権の威信は、彼の生涯を通して二度と回復されることはなかった。
—Stenton 2001, p. 373

## 治世
とはいえ、王とその廷臣たちの当初の見通しは、決して悲観的なものではなかったようである。ある年代記作者によれば、エゼルレッドの戴冠式はイングランドの諸侯たちによって大いに祝われたという。サイモン・ケインズは、ラムジーのビルスファースが「エゼルレッドがカンタベリー大司教ダンスタンおよびオズワルド大司教によって戴冠された際、『その戴冠は大いなる喜びをもって迎えられた』と記していることに注目する。そして、彼を『年若く、礼儀正しく、魅力ある顔立ちと美しい外見を備えた人物』であったと述べている。
エゼルレッドが王に即位したのは9歳から12歳の間であり、政務は当初、ウィンチェスター司教エゼルウォルド、母のエルフスリス王妃、カンタベリー大司教ダンスタンら有力な廷臣によって執り行われた。中でもエゼルウォルドの影響力は際立っており、彼が984年8月1日に死去すると、エゼルレッドは初期の顧問団を退け、教会の特権を侵害するような政策を開始した。ただし、エゼルレッドはのちにその行為を悔やむようになったという。993年のある勅許状には、「エゼルウォルドの死によって、我が国は『私の利益のみならず、全国民のために労を惜しまぬ牧者』を失った」と記されている。
エルフスリスは990年代に再び地位を高め、王の後継者たちの養育に携わった。また、彼女の兄オルドルフもエゼルレッドの主要な助言者の一人となった。彼女は1000年から1002年の間に死去した。
治世を通じてデーン人との衝突はあったものの、イングランドの人口、交易、富の面では拡大が見られた。

## デーン人との抗争
イングランドは、エゼルレッドの父エドガー王が10世紀半ばにデーンローを再征服して以降、一定の平和を享受していた。しかし980年以降、当時14歳に満たなかったエゼルレッドの治世下で、デーン人の小規模な略奪団がイングランド沿岸に対する襲撃を再開した。ハンプシャー、サネット島、チェシャーが980年に襲撃され、981年にはデヴォンとコーンウォール、982年にはドーセットが標的となった。その後6年間は記録された襲撃がなかったが、988年には再び南西部沿岸が襲撃を受け、ヴァイキングとデヴォンの従士たちとの間で有名な戦闘が起きた。フランク・ステントンは、この一連の散発的な襲撃について、「イングランド本土に恒久的な被害を及ぼすものではなかったが、イングランドを初めてノルマンディーと外交的に結びつけることとなった点で、歴史的に重要である」と述べている。
デーン人の襲撃は990年代初頭からより深刻なものとなり、1006年から1007年、1009年から1012年にかけては甚大な被害をもたらした。エゼルレッドはたびたびデーン人に貢納（デーンゲルド）を行ったが、襲撃の抑止にはつながらなかった。エゼルレッドの軍は主に歩兵で構成されており、多数の外国人傭兵を含んでいた。騎兵戦力はあまり整備されていなかった
。
この時期、ノルマン人たちはイングランドからの帰還途中のデーン人を匿うことが多く、これがイングランドとノルマンディーの宮廷の間に緊張を生んだ。この対立はやがてローマ教皇ヨハネス15世の知るところとなり、彼は両国の和平実現に動いた。そしてルーアンにおいて和平協定が締結された。

### モルドンの戦い
991年8月、大規模なデーン人艦隊がイングランド南東部での継続的な攻撃を開始した。艦隊はケントのフォークストン沖に現れ、南東の海岸沿いを航行してブラックウォーター川河口に至り、最終的にノーシー島を占拠した。ノーシー島から西に約2キロ離れた海岸沿いの町がモルドンであり、そこにはエセックス太守ブリュフトノスがエセックス民兵とともに駐屯していた。このときの決戦は、古英語詩『モルドンの戦い』によって不朽のものとなっており、圧倒的な数の敵を前にしてブリュフトノス太守が沿岸の防衛に挑んだ英雄的な戦いが描かれている。これは、イングランド軍がデーン人の襲撃に連敗し始める最初の大敗の一つであった。フランク・ステントンはこの詩の内容を次のように要約している：
デーン人ら、潮に沈む土手道を頼りて、
北西の小島より本土を望みし。
かの道、潮満つれば海に没し、
潮引く時のみ渡れる命の細道なり。
されど彼ら未だ島を離れざる折、
勇将ブリュフトノス、忠臣と民兵を率い、
すでにその陸の端を占めし。
水越しに金を乞う声、荒く響けど、
将は屈せず、土手に軍を並べ、
ただ水の引くを静かに待ちぬ。
潮退きて、敵ついに動き出す。
細き道を列なして渡り来る。
されど三人の忠勇の臣、
この道を死守し、敵を寄せつけず。
ついにはデーン人、声を上げて叫びける――
「道を開けよ、正々堂々、陸にて勝負せん！」
その時、誉れ高きブリュフトノス、
いかなる者も言う「過ぎたる勇」なれど、
その声を容れて道を開きし。
海の落つる中、敵は殺到し、
戦、ここに始まりぬ。
運命はただ一つ、
ブリュフトノスの死にて定まれり。
多くの者、すぐさま逃げ散り、
英軍、列を乱して崩れけり。
だが、なお幾人かの勇ある従者、
主の死を知りて退かず、
あえて死を選び、剣を取り、
主の仇を討たんと戦い果てぬ。
これこそ、この戦を今に伝うる誉れなり。—Stenton 2001, pp. 376–377

### 朝貢の始まり

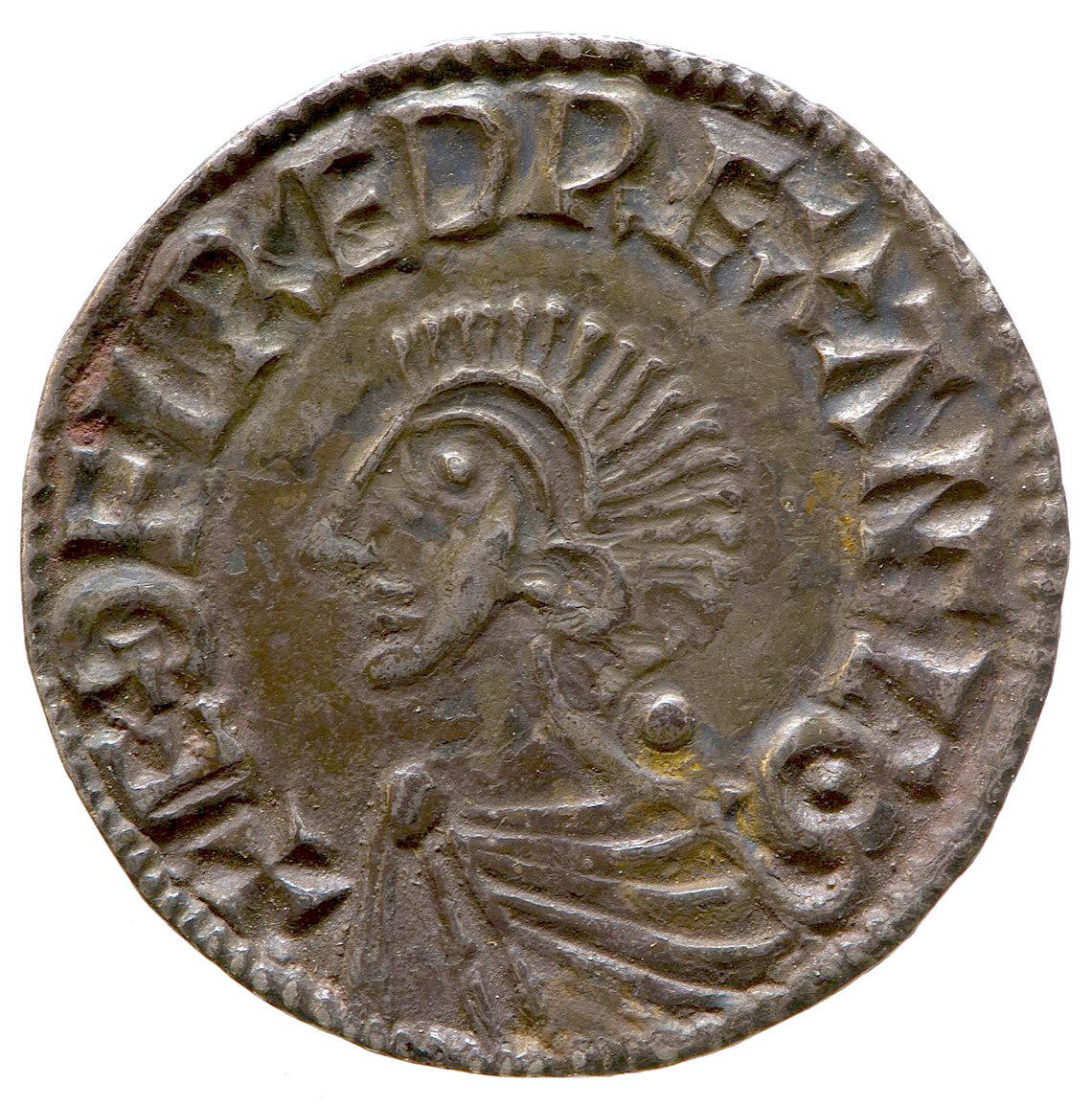
エゼルレッド2世の銀貨

モルドンの戦いののち、イングランドはデーン人の望む貢納に応じるべきとの決定がなされ、和議の代償として1万ポンドのガフォル（貢金）が支払われた。それでも、モールドンでブリュフトノスを打ち破ったと見られるデーン人艦隊はその後も991年から993年にかけてイングランド沿岸を荒らし回った。994年、このデーン人艦隊は991年からさらに増強され、テムズ川河口に姿を現し、ロンドンへと進軍した。ここで戦闘が行われたが、決着はつかなかった。
この頃、エゼルレッドはデーン艦隊の指導者たちと会見し、不安定ながらも協定が成立した。取り決めには、当時定住していたデーン人部隊とイングランド政府の間で、居住地における争いや交易の規則を定めるといった、ある種の文明的な合意が含まれていた。しかし、この条約は、前年の略奪と殺戮を「水に流す」ことを定めたうえで、平和の代償として金銀2万2,000ポンドが支払われたことをもって唐突に締めくくられている。同年、ノルウェーの王子で既にキリスト教徒となっていたオーラヴ・トリグヴァソンは、アンドーヴァーでの儀式により堅信礼を受けた。このとき、エゼルレッド王が彼の代父を務めた。贈り物を受け取ったオーラヴは、「今後イングランドに敵意を持って戻ることはない」と誓った。その後、オーラヴはイングランドを離れてノルウェーへと帰国し、再びイングランドを訪れることはなかった。しかし、ヴァイキング部隊の一部はイングランドに残ったようであり、条約の内容からは、彼らのうち幾人かがエゼルレッド王の傭兵として仕えることを選んだことが明らかである。彼らの駐屯地はおそらくワイト島であった。

### 再激化するデーン人の襲撃
997年、デーン人の襲撃が再開された。サイモン・ケインズによれば、「これは新たな艦隊や軍隊によるものとはされておらず、991年の襲撃軍の残党から成る、994年に傭兵として雇われた部隊が、雇い主に牙をむいたものと見られる」という。997年にはコーンウォール、デヴォン、西サマセット、南ウェールズが略奪を受けた。998年にはドーセット、ハンプシャー、サセックスが襲撃され、999年にはケント、1000年にはイングランドを離れてノルマンディーに向かった。おそらく、今回の襲撃でイングランド側が彼らの要求するガフォル（貢納金）を拒否したためと思われる。この貢納金は、後にデーンゲルドとして知られることになる。この思わぬ小康状態を利用し、エゼルレッドは態勢を立て直し、戦力を整えた。1000年にデーン人艦隊がイングランドを離れたことを利用して、「エゼルレッドはストラスクライド王国に遠征を行った。これは北方の歴史が失われているため、動機は不明である」とフランク・ステントンは述べている。
1001年、おそらく1000年の艦隊と同一と思われるデーン艦隊が戻り、西サセックスを襲撃した。艦隊はたびたびワイト島にある拠点に戻りながら行動していた。この年、デヴォン南部では新たな攻撃が行われたが、エクセターではイングランド側が撃退に成功した。とはいえ、エゼルレッドはこの状況に頭を悩ませていたに違いない。1002年春、イングランドは再び2万4,000ポンドの貢納金を支払って休戦を得ることとなった。エゼルレッドが繰り返した巨額のデーンゲルドの支払いは、しばしばその政権の無能さや、王自身の短慮の象徴とされてきた。しかしケインズは、こうした支払いが1世紀以上前から慣行として存在していたこと、アルフレッド大王や禿頭王シャルルらも用いた方法であったことを指摘する。そして時として、「人命、住居、家畜、作物といった損害を防ぐうえで、最も現実的な手段と見なされた可能性がある」と述べ、「非常に重い負担ではあったが、王が国民の支持を得られる手段でもあった」と結論付けている。

### 1002年 聖ブリスの日の虐殺
1002年11月13日、エゼルレッド2世はイングランド国内にいるすべての男性デーン人を虐殺するよう命じた。この日は聖ブリスの祝日であり、これにちなんで「聖ブリスの日の虐殺」と呼ばれる。犠牲者の中には、デンマーク王スヴェンの妹であるグンヒルド・ハラルズドッターも含まれていたとされる。彼女の死をきっかけに、スヴェンが翌年イングランド西部への侵攻を決意したと考えられている。1004年、スヴェンはイースト・アングリアへ侵攻し、ノリッジを略奪した。この年、同地域の貴族であったウルフキテル・スニリングルがスヴェン軍と対峙した。両軍はセトフォードで決戦し、最終的にはデンマーク軍に敗北を喫したが、デーン人に甚大な損害を与え、彼らの艦隊をほぼ壊滅させる寸前まで追い詰めた。その後デーン軍はデンマークに引き上げたが、これはこの年に大陸およびブリテン諸島を襲った深刻な飢饉を原因としてイーストアングリアで損害を被ったことが原因の一つとされる。
翌1006年、新たな遠征が始まり、1007年初頭には再び休戦が結ばれ、今度は3万6,000ポンドという巨額の貢納金が支払われた。この支払いによって、以後2年間は襲撃事件が起きなかった。1008年、イングランド王国は国家規模での新たな艦隊を建造したが、その指揮官の一人が海賊行為に手を染めたことで士気が低下し、王とその評議会は艦隊を総動員することを断念した。フランク・ステントンはこの期間について、「次世代におけるイングランドの運命は、実のところこの1009年から1012年に間に決まってしまっていた。...イングランド防衛の屈辱的な失敗は、国家の士気を回復不可能なまでに失わせた」と述べている。1009年、のっぽのトルケルとその弟ヘミングが率いるデーン軍が侵攻した。この軍勢は、エゼルレッドの治世下でこれまでに襲来したどの部隊よりも強力だった。彼らは1012年までイングランドを略奪し続け、最終的に4万8,000ポンドという巨額の貢納金でイングランドから退去することとなった。

### 1013年の侵攻
デンマーク王のスヴェン双叉髭王は、1013年にイングランド王として即位することを目的として侵攻を開始した。その年の終わりまでにイングランドの抵抗は崩壊し、スヴェンは全土を征服、エゼルレッドはノルマンディーへと亡命を余儀なくされた。しかし1014年2月3日、スヴェンが急死すると情勢は一変する。トレント川に駐留していたデーン人の船団は、ただちにスヴェンの息子クヌートへの忠誠を誓った。一方で、イングランドの有力貴族たちはエゼルレッドに使節を送り、王位復帰の条件を交渉した。彼は貴族たちに忠誠を誓い、彼らが嫌っていたあらゆる政策を改めること、さらに先の治世において自分に向けられた批判や行動をすべて赦すことを求められた。この協定は、イングランド初期の憲政史において極めて重要な意味を持っている。なぜならこれは「王と臣下との間に結ばれた最初の記録上の協定」だからであり、多くの貴族がスヴェンに服従した理由が、単にエゼルレッドへの不信によるものだったことも示している。『アングロ・サクソン年代記』は以下のように記している：

彼ら（王の顧問たち）は「正義ある統治を行うのならば、生まれながらの（gecynde）主君ほど自分たちにとって親しい存在はいない」と述べた。

それを受けて王は息子エドワードを使者と共に送り、すべての民に挨拶させ、自らが「慈悲深い（hold）君主」になること、そして人々が憎んでいた政策をすべて改め、過去に自分に対して言われたこと・なされたことをすべて赦すと約束した。

その代わり、すべての者が裏切りなく一致団結して彼（王）に帰順すること（to him gecyrdon）が条件とされた。

こうして両者の間に「言葉と誓約（mid worde and mid wædde）」によって完全な友好関係が結ばれ、すべてのデーン人の王を永遠にイングランドから追放することが宣言された—Williams 2003, p. 123。
その後エゼルレッドは、クヌートおよびその支持者に対する遠征を開始した。クヌートを支持していたのは、現代の北リンカンシャーにあたるリンジー王国の民のみであった。まず彼はロンドン奪還を目指して進軍し、この際にはノルウェー王族オーラヴ・ハラルドソンの支援を受けたとされる。アイスランドの歴史家スノッリ・ストゥルルソンによれば、オーラヴは艦隊を率いてロンドン橋に奇襲を仕掛け、これに成功したという。その後彼はエゼルレッドとともにロンドンおよび国内の他地域を奪還する手助けを行った。この状況において、クヌートとその軍勢は1014年4月にイングランドから撤退し、リンジーの支持者たちはエゼルレッドの報復に晒されることとなった。おそらく1016年頃、オーラヴは西ヨーロッパへの略奪に専念するため、イングランドを去ったと考えられている。同年、クヌートは再びイングランドへ戻ったが、そこではすでに複雑で不安定な状況が展開されていた。というのも、エゼルレッドの息子であるエドマンドが父に反旗を翻し、北部に拠点を築いていたからである。リンジーの略奪に憤った北部の民は、クヌートにもエゼルレッドにも反発しており、エドマンドの蜂起を全面的に支持する構えを見せていたのである。

## 死と埋葬
その後数か月の間に、クヌート大王はイングランドの大部分を征服した。一方でエドマンド王子は父エゼルレッドと和解し、ロンドン防衛のために共に戦った。エゼルレッドは1016年4月23日に死去した。その後、エドマンドとクヌートとの間で戦争が勃発し、同年10月18日のアサンダンの戦いでクヌートが決定的な勝利を収めた。しかしエドマンドは戦士としての名声が高く、クヌートはイングランドを分割統治することに同意した。エドマンドがウェセックスを統治し、クヌートがテムズ川以北の領土を支配するという内容だった。だが、エドマンドは同年11月30日に死去し、クヌートが全イングランドの王となった。
エゼルレッドはロンドンの旧セント・ポール大聖堂に埋葬された。彼の墓とクワイヤに設置されていた記念碑は、1666年のロンドン大火によって大聖堂と共に焼失した。現在では、失われた著名な墓の一つとして、地下聖堂に記念碑が設けられている。

## 法制

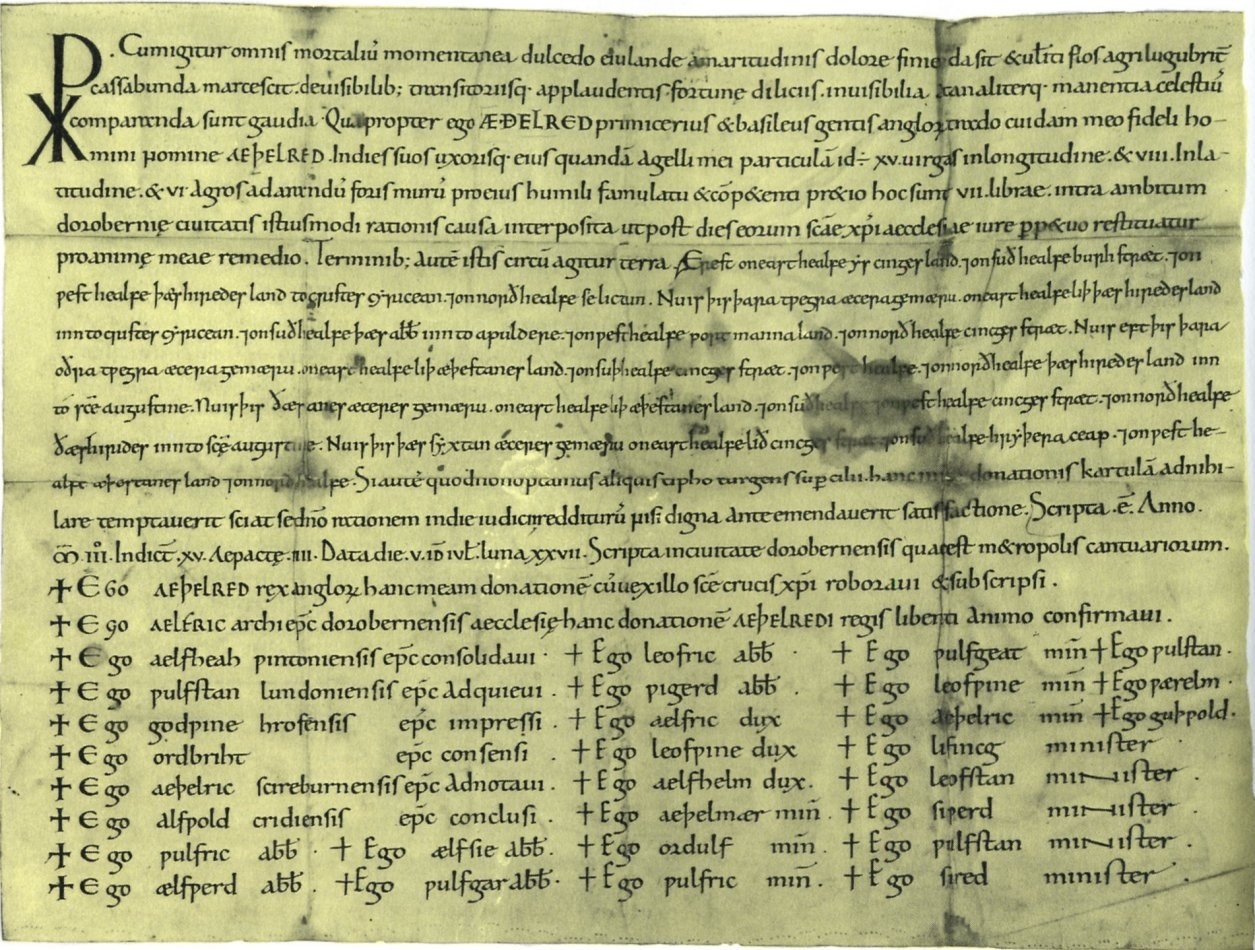
エゼルレッドが1003年に、同名の臣下に与えた勅許状。大英図書館所蔵

エゼルレッド率いるイングランド王国は広範な法制を整備し、それは「容赦なく執行された」とされる。彼の治世からは少なくとも6本の法典が現存しており、その内容は多岐にわたる。とりわけ、彼のウェテナイェモートの一員であったウルフスタン司教は当時著名な説教者であり、エゼルレッド晩年の3本の法典は彼が起草したと考えられている。これらの法典は、聖職制度に関する規定に重点が置かれており、またウルフスタン特有の修辞的な文体をよく示している。ウルフスタンはその後、クヌート大王のもとでも法典を起草し、エゼルレッドの法典に含まれていた多くの条項がそこで再利用された。
デーン人の脅威に直面して王政が挫折したとはいえ、エゼルレッドの治世にはいくつかの重要な制度的成果があった。特に貨幣の品質は、当時の経済状況を示す重要な指標であり、彼による複数回の貨幣改革法の結果、顕著に向上した。

## 評価・遺産
後世におけるエゼルレッドの評価は、決して好意的なものではなかった。彼の失政を説明するために、数多くの伝説や逸話が生まれ、それらはしばしば彼の人格や統治の失敗を嘲笑的に脚色している。そうした逸話のひとつが、マームズベリのウィリアムによって伝えられている。それによれば、幼いエゼルレッドは洗礼盤の中に排泄物をしたため、ダンスタンは彼の治世中にイングランド王権が崩壊するであろうと予言したという。ただ、この話は実際には作り話であり、同様の逸話がビザンツ皇帝コンスタンティノス5世についても語られている。彼は「排泄物にちなんだ名を持つ者（コプロニュムス）」と呼ばれ、特定の支持者から忌み嫌われていた。
1980年頃から、エゼルレッドの評価を再検討し名誉回復を試みる動きが見られるようになった。その中心人物がサイモン・ケインズである。ケインズは、我々がエゼルレッドに抱く否定的印象のほとんどが、彼の治世からしばらく経った後の記録、あるいはさらに後世に付け加えられた物語に基づいていると主張している。最も問題となるのは、この時代の歴史を知るうえで最も重要な資料の一つである『アングロ・サクソン年代記』である。これは出来事から15年の時間的距離をもって記述されており、イングランドが最終的に敗北したという結末を前提にした記録になっている。
とはいえ、エゼルレッドの治世を記した厳密な同時代史料はほとんど存在しないため、歴史家たちは利用可能な限られた証拠に頼るほかない。そのため、ケインズをはじめとする歴史家たちは、エゼルレッドの評価に関しては慎重な姿勢を求めている。近年の見直しでは、むしろ後世に形成された悪評のほうに疑問を投げかける例が多くなっている。たとえ彼の政権が失敗に終わったとしても、その理由は「彼自身の性格的な欠陥というより、誰にとっても制御が困難であったであろう一連の状況が重なったことによる」とする意見が現在の主流である。

### 陪審制度の起源
エゼルレッドの治世は、「悪名高き人物や悪人」の名を地区ごとに公表する責任を負う、12人の従士による地方調査団の設置と関連づけられている。この調査団の構成員は法と良心に従って行動することを厳粛に誓ったとされ、これがイングランドにおける大陪審の原型と見なされることもある。このような団体の設置は、997年に発布されたウォンタジ法典（「第3エゼルレッド法」）に規定されている。この法典には、以下のようにある：

þæt man habbe gemot on ælcum wæpentace; & gan ut þa yldestan XII þegnas & se gerefa mid, & swerian on þam haligdome, þe heom man on hand sylle, þæt hig nellan nænne sacleasan man forsecgean ne nænne sacne forhelan. & niman þonne þa tihtbysian men, þe mid þam gerefan habbað, & heora ælc sylle VI healfmarc wedd, healf landrican & healf wæpentake. —Liebermann 1903, pp. 228–232, "III Æthelred" 3.1–3.2

すべてのワペンタケにおいて会議（gemot）を開くべし。そこでは年長の12名の従士と郡長（gerefa）が同行し、聖なる遺物にかけて次のことを誓う：いかなる無実の者も訴追せず、いかなる有罪の者も見逃さない、と。また、郡長と関わりを持つ被疑者たちを連行し、それぞれが6ハーフマークの保証金を差し出す。保証金の半分はその地の領主に、もう半分はワペンタケに納められる。

ただし、ここに示された表現からは、すでに存在していた慣習をエゼルレッドが再確認・再制定した可能性も示唆される。彼はむしろ、この制度を北部のデーン人居住区（デーンロウ）に適用する形で拡張したのかもしれない。それ以前に、エゼルレッドの父であるエドガー王も同様の規定を含むホワイトボルドステイン法典を制定していた：

ic wille, þæt ælc mon sy under borge ge binnan burgum ge buton burgum. & gewitnes sy geset to ælcere byrig & to ælcum hundrode. To ælcere byrig XXXVI syn gecorone to gewitnesse; to smalum burgum & to ælcum hundrode XII, buton ge ma willan. & ælc mon mid heora gewitnysse bigcge & sylle ælc þara ceapa, þe he bigcge oððe sylle aþer oððe burge oððe on wæpengetace. & heora ælc, þonne hine man ærest to gewitnysse gecysð, sylle þæne að, þæt he næfre, ne for feo ne for lufe ne for ege, ne ætsace nanes þara þinga, þe he to gewitnysse wæs, & nan oðer þingc on gewitnysse ne cyðe buton þæt an, þæt he geseah oððe gehyrde. & swa geæþdera manna syn on ælcum ceape twegen oððe þry to gewitnysse. —Liebermann 1903, pp. 206–214, "IV Edgar" 3–6.2

すべての者が、町中であれ外であれ、必ず保証人のもとにあるべし。そして、すべての都市とハンドレッドには証人制度が設けられる。都市には36名、小都市やハンドレッドには12名（あるいは希望があればそれ以上）の証人を任命すべし。すべての取引はこれらの証人の前で行うべし。また、証人に初めて選ばれた者は、金銭、愛情、恐怖のいかなる理由によっても証言を曲げないこと、そして見聞きした事実だけを証言することを誓わねばならない。すべての売買において、2名または3名の証人が立ち会うべし。

この「陪審制度のアングロ・サクソン起源」説は、1872年にハインリヒ・ブルンナーによって初めて本格的に否定された。彼は、陪審制度の証拠が確認されるのはヘンリー2世の治世が初めてであり、起源はフランク王国にあり、それがノルマン人を通じてイングランドに持ち込まれたと主張した。この説以来、20世紀を通して法制史家たちは、陪審制度がイングランド由来なのか、スカンディナヴィアまたはフランク王国を起源とするのかをめぐって議論を続けてきた。近年では法制史家パトリック・ウォーマルドおよびマイケル・マクネアが、アングロ・サクソン時代の慣習において、アンジュー朝期の調査制度に似た、宣誓を通じた民間証人制度の痕跡を見出す議論を展開している。ウォーマルドは、この制度の原型が975年以前に遡る可能性を提示し、それが最終的にはカロリング朝のモデルに由来すると主張している（この点はブルンナーも主張していた）。ただし、学界の間での決定的な合意は今なお得られていない。

## 外見と人格
12世紀のイングランド人年代記作者ウスターのジョンは、エゼルレッドを「礼儀正しく、顔立ちは美しく、見た目も堂々としていた」と描写している。もっとも、彼の外見についての同時代の記録は現存していない。13世紀のアイスランドの文献『グンラウグの蛇舌のサガ』には、エゼルレッドの人物像に関する肯定的な評価が記されている。そこでは、訪英したアイスランド人によって、彼は「善き王子」「寛大なる王子」「戦に迅き王」と称されている。

## 結婚と子女
エゼルレッドは最初にエルフギフ・オブ・ヨークと結婚した。彼女はノーサンブリア伯ソレッドの娘であり、結婚は985年頃とされる。
彼らの間に知られている子女は以下のとおりである：
- アゼルスタン・アシリング（1014年没）[1]
- エグバート・アシリング（英語版）（1005年頃没）[58]
- エドマンド剛勇王（イングランド王、1016年没）[1]
- エドレッド・アシリング（英語版）（1013年以前に没）[1]
- エドウィ・アシリング（英語版）（1017年、クヌートにより処刑された。）
- エドガー・エゼリング（1008年頃没）[1][58]
- エアドギースまたはエディス（エアドリック・ストレオナ（英語版）と結婚）[1]
- エルフギフ（ノーサンブリア太守（英語版）ウートレッド（英語版）と結婚）
- ウルフヒルズ？（ウールヴケル・スニリングル（英語版）と結婚）[59]
- ウェルウェル修道院（英語版）院長？[59]

1002年、エゼルレッドはエマと再婚した。彼女はノルマンディー公リシャール2世の妹であった。
彼女との間に生まれた子は以下のとおりである：
- エドワード懺悔王（イングランド王、1066年没）[1]
- アルフレッド・アシリング（1036年または1037年没）[1]
- ゴドギフ（英語版）またはゴダ（初婚でマンティ・ヴァロワ・ヴェクサン伯ドルー・ド・ヴェクサンと結婚し、その後ブローニュ伯（英語版）ウスタシュ2世と結婚した）[60][1]

エゼルレッドの息子たちは、いずれも過去のイングランド王たちに因んだ名を冠されていた。